# Fillmore (Missouri)
Fillmore ist eine Gemeinde mit dem Status „City“ im Andrew County im US-Bundesstaat Missouri. Das U.S. Census Bureau hat bei der Volkszählung 2020 eine Einwohnerzahl von 173 ermittelt.

## Geschichte
Die Gemeinde wurde 1845 nach dem US-amerikanischen Präsidenten Millard Fillmore benannt.

## Geographie
Die Koordinaten von Fillmore liegen bei 40°1'32" nördlicher Breite und 92°58'24" westlicher Länge.
Nach Angaben der United States Census 2010 erstreckt sich das Stadtgebiet von Fillmore über eine Fläche von 0,36 Quadratkilometer (0,14 sq mi). Das komplette Stadtgebiet befindet sich an Land.

## Bevölkerung
Nach der United States Census 2010 lebten in Fillmore 184 Menschen verteilt auf 70 Haushalte und 50 Familien. Die Bevölkerungsdichte betrug 511,1 Einwohner pro Quadratkilometer (1314,3/sq mi).
Die Bevölkerung setzte sich 2010 aus 98,4 % Weißen, 0,5 % amerikanischen Ureinwohnern und 1,1 % mit zwei oder mehr Ethnien zusammen.
Von den 70 Haushalten lebten in 42,9 % Familien mit Kindern unter 18, in 50,0 % der Haushalten lebten verheiratete Paare ohne Kinder und in 4,3 % der Haushalten lebten Personen über 65 alleine.
Von den 184 Einwohnern waren 34,2 % unter 18 Jahre, 7,1 % zwischen 18 und 24 Jahren, 26,6 % zwischen 25 und 44 Jahren, 23,8 % zwischen 45 und 64 Jahren und in 8,2 % der Menschen waren 65 Jahre oder älter. Das Durchschnittsalter betrug 31,5 Jahre und 50,5 % der Einwohner waren männlich.